# 1977 у відеоіграх

## Події

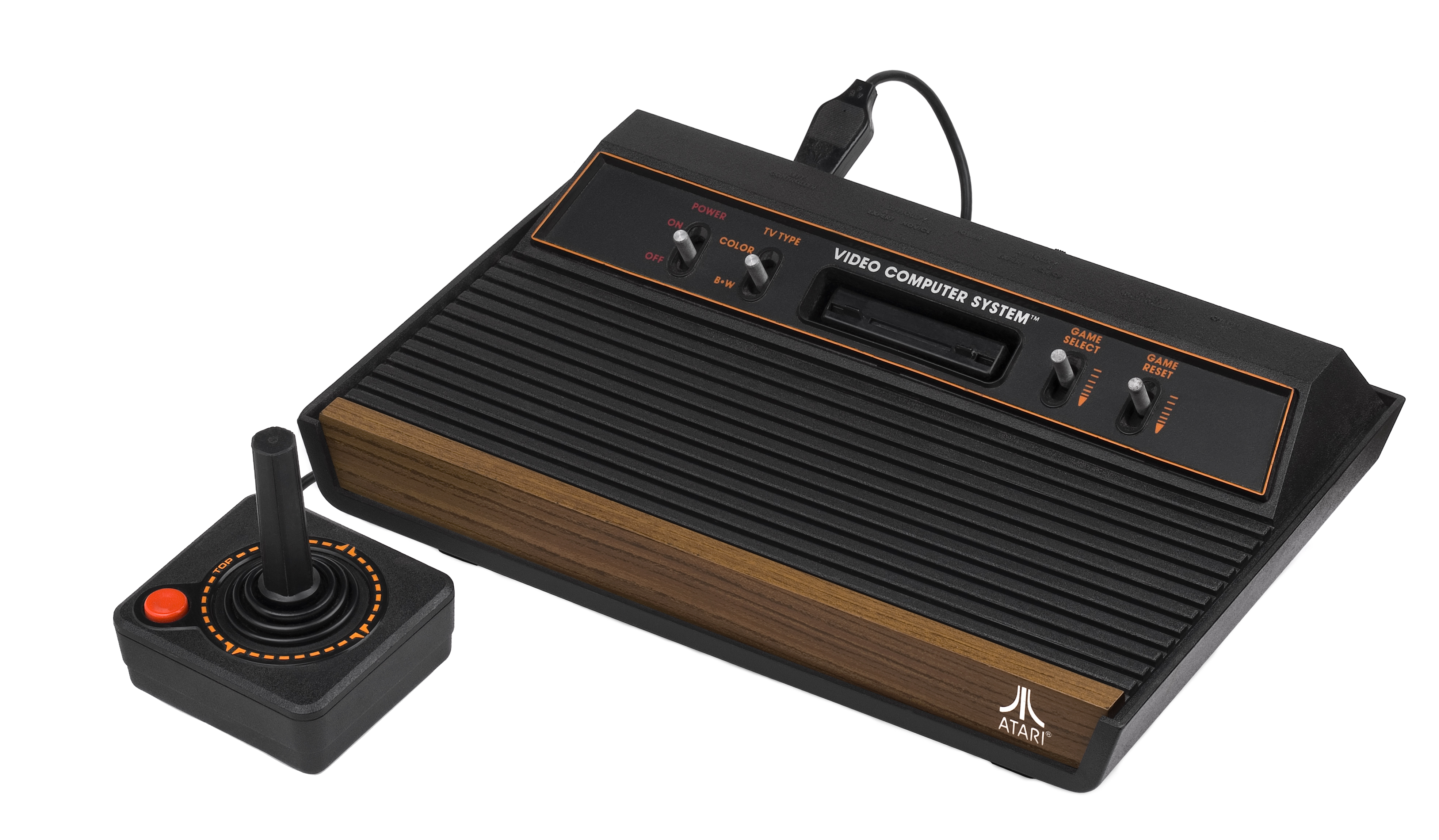
Atari Video Computer System

- Nintendo випускає Color TV Game 6, яка являє собою шість варіацій консолі з грою Light Tennis (клон Pong). Mitsubishi, партнер Nintendo, виробляє більшість системних компонентів.
- У січні RCA Corporation випускає гральну консоль RCA Studio II.
- У жовтні Atari випускає гральну консоль Video Computer System, відомішу, як Atari 2600.
- Coleco випускає низку нових моделей гральної консолі Telstar: Telstar Alpha, Telstar Colormatic, elstar Regent, Telstar Ranger, Telstar Galaxy та Telstar Combat. Більшість з них лише трохи відрізняються від оригінальної моделі Telstar, наприклад, типами контролерів.

## Індустрія
- Nakamura Manufacturing Ltd. офіційно змінює свою назву на Namco (яку вона вже використовує як бренд з 1971 року), та засновує Namco Enterprises Asia Ltd. у Гонконгу — своє перше дочірнє підприємство за межами Японії.
- Atari відкриває перший Pizza Time Theater (пізніше — «Chuck E. Cheese's») — розважальний центр, де зал гральних автоматів поєднується з піцерією.
- Sega купує Gremlin Industries.

## Релізи
- Волтер Брайт створив гру Empire, одну з перших комп'ютерних стратегічних ігор.
- Cinematronics випускає Larry Rosenthal's Space Wars, першу аркадну гру з векторною графікою.
- Mattel випускає Missile Attack, першу кишенькову електронну гру з світлодіодним дисплеєм.
- Тім Андерсон (англ. Tim Anderson), Марк Бланк (англ. Marc Blank), Брюс Деніелс (англ. Bruce Daniels) та Дейв Леблінг (англ. Dave Lebling), майбутні засновники фірми Infocom, створюють першу версію гри Zork для PDP-10.